# James Harvey Robinson

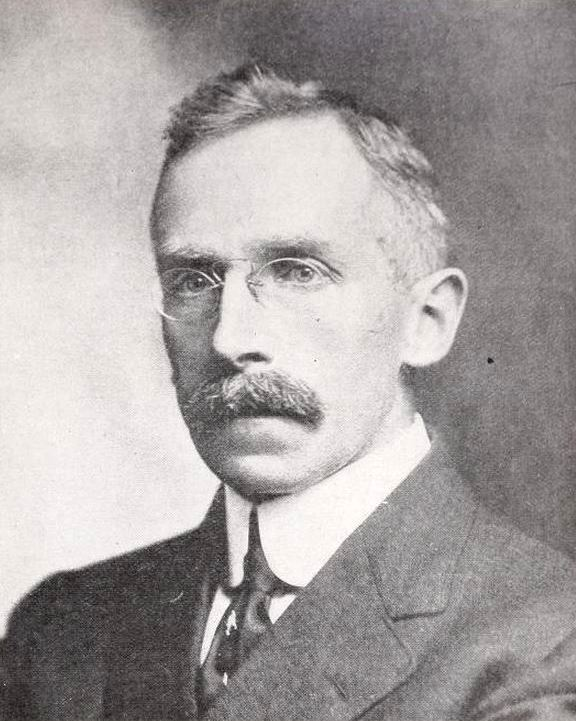
James Harvey Robinson (1922)

James Harvey Robinson (Bloomington, 29 juni 1863 - New York, 16 februari 1936) was een Amerikaanse historicus.
Harvey was in 1919 een van de oprichters van The New School for Social Research in de New York. Hij was daarvan tevens de eerste directeur. Door middel van zijn geschriften en lezingen had hij had een belangrijke invloed op het onderzoek en onderwijs van de geschiedenis. Hij wees daarbij op het belang van 'de nieuwe geschiedenis': de sociale, wetenschappelijke en intellectuele vooruitgang van de mensheid, in plaats van louter de politieke gebeurtenissen.
Harvey bekleedde verder functies als redacteur van de Annals of the American Academy of Political and Social Science (1892-1895), als adjunct-hoofdredacteur van American Historical Review (1912-1920) en als voorzitter van de American Historical Association (1929).

## Academisch
Robinson doceerde geschiedenis aan de Universiteit van Pennsylvania van 1891 tot 1895 en aan Columbia University van 1895 tot 1919. Sinds 1895 was hij volwaardig hoogleraar.
Zelf behaalde hij zijn M.A. op de Harvard-universiteit (1888) en twee jaar later zijn PhD aan de Universiteit van Freiburg.